# Л’Эгль (кантон)
Л’Эгль (фр. L'Aigle) — кантон во Франции, находится в регионе Нормандия, департамент Орн. Входит в состав округа Мортань-о-Перш.

## История
Кантон образован в результате реформы 2015 года. В него были включены шесть коммун упраздненного кантона Л’Эгль и часть города Л’Эгль, входившая в упраздненный кантон Л’Эгль-Уэст.

## Состав кантона с 22 марта 2015 года
В состав кантона входят коммуны (население по данным Национального института статистики за 2018 г.):
- Витре-су-Лэгль (230 чел.)
- Л’Эгль (8 019 чел.)
- Сен-Мартен-д’Экюбле (646 чел.)
- Сен-Мишель-Тюбёф (624 чел.)
- Сен-Сюльпис-сюр-Риль (1 667 чел.)
- Сент-Уан-сюр-Итон (827 чел.)
- Шанде (671 чел.)

## Политика
На президентских выборах 2022 г. жители кантона отдали в 1-м туре Марин Ле Пен 28,4 % голосов против 27,7 % у Эмманюэля Макрона и 17,8 % у Жана-Люка Меланшона; во 2-м туре в кантоне победил Макрон, получивший 54,6 % голосов. (2017 год. 1 тур: Марин Ле Пен – 24,2 %, Франсуа Фийон – 23,9 %, Эмманюэль Макрон – 22,7 %, Жан-Люк Меланшон – 13,9 %; 2 тур: Макрон – 60,7 %. 2012 год. 1 тур: Николя Саркози — 29,7 %, Франсуа Олланд — 26,5 %, Марин Ле Пен — 20,7 %; 2 тур: Саркози — 52,2 %).
С 2021 года кантон в Совете департамента Орн представляют мэр города Л’Эгль Филипп Ван-Орн (Philippe Van-Hoorne) (Разные правые) и депутат Национального собрания Франции, бывший мэр этого же города Вероник Луваги (Véronique Louwagie) (Республиканцы).
|                | Кандидаты                     | Партия                   | Первый тур | Первый тур     | Второй тур | Второй тур |
| Кол-во голосов | Кандидаты                     | Партия                   | % голосов  | Кол-во голосов | % голосов  |            |
| -------------- | ----------------------------- | ------------------------ | ---------- | -------------- | ---------- | ---------- |
|                | Филипп Ван-Орн Вероник Луваги | Правый блок              | 1 385      | 53,85          | 1 756      | 67,80      |
|                | Изабель Клуше Пьер Ристик     | Левый блок – Зелёные     | 668        | 25,97          | 834        | 32,20      |
|                | Жерар Латинье Ингрид Орельбек | Национальное объединение | 519        | 20,18          |            |            |

|                | Кандидаты                   | Партия                  | Первый тур | Первый тур     | Второй тур | Второй тур |
| Кол-во голосов | Кандидаты                   | Партия                  | % голосов  | Кол-во голосов | % голосов  |            |
| -------------- | --------------------------- | ----------------------- | ---------- | -------------- | ---------- | ---------- |
|                | Филипп Ван-Орн Шарлен Ренар | Разные правые           | 1 250      | 29,71          | 2 483      | 64,38      |
|                | Флоранс Маэ Луп Мотен       | Национальный фронт      | 1 128      | 26,81          | 1 374      | 35,62      |
|                | Арлетт Бушо Серж Делавалле  | Социалистическая партия | 999        | 23,75          |            |            |
|                | Армель Себир Жан Селье      | Прочие                  | 830        | 19,73          |            |            |